# Rhacophorus aurantiventris
Espèce
Statut de conservation UICN

 EN B1ab(v)+2ab(v); C2a(i) : En danger
Rhacophorus aurantiventris est une espèce d'amphibiens de la famille des Rhacophoridae.

## Répartition
Cette espèce est endémique de Taïwan,.

## Description
Rhacophorus aurantiventris a le dos vert foncé et un ventre rouge-orangé (à l'origine de son nom d'espèce). Certains individus présentent des taches irrégulières blanc-jaunâtre sur le dos.

## Publication originale
- Lue, Lai & Chen, 1994 : A New Species of Rhacophorus (Anura: Rhacophoridae) from Taiwan. Herpetologica, vol. 50, no 3, p. 303-308.